# Centrum voor Landbouw en Milieu
Het Centrum voor Landbouw en Milieu (CLM) is een Nederlandse organisatie die met praktische adviezen bruggen wil slaan tussen de landbouwsector en andere maatschappelijke sectoren, in het bijzonder natuur- en milieubescherming. CLM is opgericht in 1981.

## Aanloop
Het CLM komt voort uit enkele initiatieven van personen en relatief kleine groepen binnen enerzijds de landbouwsector en anderzijds de natuur- en milieubeweging.
Belangrijke groepen binnen de landbouwsector waren wat dit betreft de sinds 1971 bestaande kritische groep Wageningse studenten onder de naam Boerengroep en het vanaf 1977 bestaande Nederlands Agrarisch Jongeren Kontakt (NAJK). Daarnaast was er de Werkgroep Beter Zuivelbeleid en bestonden er verschillende werkgroepen van jonge boeren in zogenaamde  Relatienotagebieden, gebieden waar agrarische activiteiten aan beperkingen onderhevig waren vanwege natuurbeschermingsdoelen. Voorbeelden van deze gebieden waren Waterland, Vijfheerenlanden, Mergelland en de Eilandspolder. Dergelijke groepen leverden kritiek op het landbouwbeleid en wilden meedenken over natuur- en landschapsbeheer.
Aan de zijde van de natuur- en milieubeweging waren er mensen zoals Wouter van der Weijden die zich steeds minder konden vinden in de harde en verwijtende opstelling jegens boeren. In 1977 pleitte Van der Weijden voor de oprichting van een ombudsteam voor boeren die zich wilden inzetten voor landschap, natuurbeheer en milieu. Het was - in 1979 - de Landelijke Vereniging tot Behoud van de Waddenzee die dit voorstel overnam. Inhoudelijk werd de basis voor het werk van zo’n team gelegd door de journalist/milieuactivist Bart Edel die voor Vereniging Milieudefensie een nota schreef over ‘geïntegreerde landbouw’, een vorm van landbouw waarbij niet alleen voedsel werd geproduceerd maar waarin veel oog was voor landschap, natuur, energie en afval, een soort middenweg tussen de traditionele landbouw en de alternatieve landbouw. Om dit te realiseren moest et volgens de nota  een Centrum voor Landbouw en Milieu komen.

## Oprichting en organisatie
In 1981 werd het CLM opgericht, onder andere door Bart Edel en Wouter van der Weijden. Vanaf het begin werd een bestuursstructuur gekozen waarbij zowel landbouw als natuurbeschermingsorganisaties betrokken werden. Ook waren er contacten met overheidsinstanties en onderzoeksinstellingen. In het bestuur zaten bijvoorbeeld de Noord-Hollandse melkveehouder Sjaak Hoedjes, schapenhouder Jan Boom, de Leidse milieubioloog Wim ter Keurs, Felix Luitwieler van de Landelijke Vereniging tot Behoud van de Waddenzee en Rob Schröder van Stichting Natuur en Milieu.

## Latere ontwikkeling
Het CLM ontwikkelde zich tot een organisatie waarbij ongeveer 25 mensen werken. Naast een stichting kwam er een adviesbureau. 
De Stichting CLM heeft als missie om de landbouw om te vormen tot een duurzame bedrijfstak en de relatie tussen de landbouw en de samenleving te verbeteren. De Stichting CLM organiseert debatten, stimuleert innovaties en bemiddelt tussen landbouw- en milieu-, natuur-, dierenrechten- en andere organisaties.
In de adviesraad van de stichting vinden we vertegenwoordigers van onder meer Biologica, LTO, Natuurmonumenten, Campina en de Dierenbescherming. De Stichting wordt gefinancierd vanuit subsidies en schenkingen.
Naast de stichting CLM is er CLM Onderzoek en Advies. Dit is een onafhankelijk adviesbureau dat zich richt op een leefbaar, mooi en duurzaam platteland waar gezond voedsel wordt geproduceerd. De adviesraad dient ook dit bureau van advies.